# Bragadiru (Teleorman)
Pour les articles homonymes, voir Bragadiru.
Bragadiru est une commune du județ de Teleorman en Roumanie.